# Бабанська сотня
Бабанська сотня — адміністративно-територіальна одиниця та військовий підрозділ Уманського полку Гетьманщини.
Вперше згадана у Зборівському реєстрі 1649 року у кількості 199 козаків, на чолі яких стояв сотник Степан Килимей.
Сотня також згадується у списках сотенних підрозділів 1654 року. Подальша історія сотні невідома.сотенний центр: містечко Бабани, 
Сотенний центр: містечко Бабани, нині — село Старі Бабани Уманського району Черкаської області.

## Населені пункти
- сотенний центр: містечко Бабани, нині — село Старі Бабани Уманського району Черкаської області.